# Nussschale
Nussschale (im Original Nutshell) ist der 16. Roman von Ian McEwan, der auf Englisch im Jahr 2016 und im selben Jahr auf Deutsch in der Übersetzung von Bernhard Robben erschien.

## Inhalt
An der Oberfläche ist die erzählte Geschichte leicht wiederzuerkennen als eine Variante von Shakespeares Drama Hamlet, worauf auch die Namensgebung der zwei erwachsenen Hauptpersonen hinweist: Trudy (bei Hamlet Gertrude) heißt die werdende Mutter und Claude (bei Hamlet Claudius) ihr Geliebter. Erzähler des Romans ist der ungeborene Sohn von Trudy und John, der im Bauch seiner Mutter das Geschehen miterlebt, erzählt und darüber reflektiert. Seine konkrete Lage lässt den Embryo nur das wissen und verstehen, was ihm durch seine Mutter auf vielfältige Weise vermittelt wird. Wichtige Kenntnisse von der Außenwelt erhält er dadurch, dass seine Mutter im dritten Trimester der Schwangerschaft in diesem heißen Londoner Sommer schlecht schläft und daher viel Radio hört. Nicht nur die Nachrichten erreichen sein Ohr, sondern auch Vorträge und Vorlesungen zu Themen wie Umweltprobleme, Religion und die aktuellen globalen Migrationsbewegungen.
Trudys Privatleben ist kompliziert. Sie lebt in einem großen Stadthaus, das Johns Eigentum ist. Ihn hat sie des Hauses verwiesen, mit der Begründung, sie brauche in den letzten Wochen der Schwangerschaft besonders viel Ruhe. In Wahrheit hat sie ein sexuell aktives Liebesverhältnis mit ihrem Schwager Claude, dem Bruder von John, der die meiste Zeit bei ihr verbringt. John ist ein wenig erfolgreicher Dichter und betreibt ein ebenfalls wenig erfolgreiches Verlagshaus. Beide planen John umzubringen, das Haus für etliche Millionen Pfund zu verkaufen und dann gemeinsam zu leben. Das Baby soll "untergebracht" werden, eine Information, die den Sohn beunruhigt.
John versucht um seine Frau zu kämpfen. Er nimmt dazu die Hilfe einer jungen Dichterin in Anspruch, die eine Affäre zwischen ihm und ihr vortäuschen soll, um seine Ehefrau eifersüchtig zu machen. Trudy und Claude betrinken sich daraufhin und beschließen die zügige Durchführung des Mordes. Obwohl viele Verdachtsmomente auf ihre Täterschaft hinweisen, bleibt ihnen genügend Zeit, ihre Sachen zu packen und die Flucht anzutreten. In der letzten Sekunde aber gelingt es dem Embryo, die Fruchtblase mit seinen Fingernägeln einzureißen und damit seine Geburt einzuleiten. Claude weigert sich, einen Krankenwagen kommen zu lassen und muss selbst Geburtshelfer spielen. Mit der Ankunft von vier Polizeibeamten endet die Erzählung.

## Ausgaben
- Nutshell. London: Cape 2016.
- Nussschale. Übers. von Bernhard Robben. München: Diogenes 2016.

## Rezensionen
- Literaturkritik.de

- Spiegel.de
- Süddeutsche Zeitung
- Tagesspiegel